# Serj Sargsyan
Serj Sargsyan (în armeană Սերժ Սարգսյան; n. 30 iunie 1954, Stepanakert, Muxtar Dağlıq Qarabağ Vilayəti, Republica Sovietică Socialistă Azerbaidjană) este un politician armean, care a fost Președinte al Armeniei. El a câștigat alegerile prezidențiale din februarie 2008 și a preluat funcția în aprilie 2008, devenind al treilea președinte al Armeniei. Pe 18 februarie 2013, Serj Sargsyan a fost reales în funcția de președinte. Ambele scrutinuri au fost contestate de opoziție, care a afirmat că Sargsyan le-a fraudat.